# Ismail Juma
Ismail Juma (3 de agosto de 1991 – 3 de noviembre de 2017) fue un atleta de larga distancia tanzano.

## Carrera
Compitió en la prueba de los 10.000 metros del Campeonato Mundial de 2015 en Beijing, China, aunque no pudo acabar.
Entre sus victorias, Juma ganó la media maratón de Kilimanjaro en 2015 y la Media maratón de Estambul en 2017, dejando un nuevo récord en la competición de 1:00:09. En noviembre de 2017, también estableció un nuevo récord nacional de la media maratón con un tiempo de 59 minutos y 30 segundos.
Juma falleció el 3 de noviembre de 2017 en una accidente de motocicleta. En el tiempo de su muerte, había sido seleccionado como uno de los atletas que entrenaban para los Juegos de la Commonwealth en Australia.